# Brahman
Brahman (sanskryt ब्रह्मन्) – w hinduizmie to absolut, najwyższy, osobowy, posiadający cechę wieczności (sat). Upaniszady wyjaśniają szerzej pojęcie Brahmana. W Bhagawadgicie wspomniany jako najwyższa postać, zniszczalna. W wedancie określenie wskazujące na Absolutną Rzeczywistość.

## Etymologia
Sanskryckie słowo brahman wywodzi się od rdzenia bṛh posiadającego znaczenia zyskiwanie mocy-sił, tężenie. Z sanskrytu oznacza też wzrastanie, przeobrażanie się, nabieranie siły, rozwój i rozszerzenie.

## Terminologia
Wyróżnia się dwa aspekty Brahmana: nirgunabrahman i sagunabrahman.

### Nirguna
To bezpostaciowa, pozbawiona atrybutów najwyższa substancja przenikająca wszechświat i podtrzymująca go. Absolutna wewnętrzna treść wszechświata.

### Saguna
Sagunabrahman to manifestacja nirgunabrahmana pod dowolną formą. Uważany jest wtedy za symbol nirgunabrahmana i służy kultowi religijnemu. Hinduiści dedykują swe bhakti sagunabrahmanowi – najczęściej Wisznu, Śiwie lub Dewi.

## Wedy
W wedach obrazem mitycznym brahmana jest skambha – centralna oś świata.

## Według wisznuitów
Wisznuici uważają go za bezosobowy, przenikający całe materialne stworzenie blask, zwany brahmadźjoti, który emanuje Bhagawan, absolutna całość, ostateczne źródło wszystkiego. Z Niego wszystko emanuje i jest utrzymywane. I w końcu wszystko wchodzi w Niego.
Brahman, paramatma i bhagawan są jakościowo jednym i tym samym.
Trzy koncepcje Brahmana: prakryti jest Brahmanem jako pole działania, Brahmanem jest też dźiwa (dusza indywidualna), która próbuje kontrolować naturę materialną, i Brahmanem jest również kontroler ich obu, który jest rzeczywistym kontrolerem. Wyróżnia się pięć stopni realizacji Brahmana, które nazywa się brahma puccham. Trzy pierwsze spośród nich – annamaya, pranamaya i gjanamaja – związane są z polem działania żywej istoty. Transcendentalnym do wszystkich tych pól działania jest Wisznu, który nazywany jest anandamaja.

## Według Śankary
Śankara uważał, że Brahman to niewidzialna, wieczna i niezmienna rzeczywistość. Według niego doświadczamy jej poprzez czas, wielość oraz zmianę. Wiedzy o nim nie możemy zyskać z doświadczenia. Prawdziwą wiedzę o nim możemy zyskać poprzez zrozumienie, że jesteśmy jego częściami, natomiast nie osobnymi jednostkami.
Śankara sądził, że posiadamy w pewnym stopniu jego bezpośrednią intuicję, która jest Brahmanem.